# 746
746 (DCCXLVI) var ett normalår som började en lördag i den julianska kalendern.

## Händelser

### Okänt datum
- Alemannerna infogas i Frankerriket.
- Swithred efterträder Saelred som kung av Essex.

## Födda
- Muhammad al-Mahdi, shiaimam.

## Avlidna
- Saelred, kung av Essex.